# Zygmunt Przetakiewicz
Zygmunt Przetakiewicz (ur. 17 czerwca 1917, zm. 21 września 2005) – polski działacz społeczno-polityczny, publicysta.

## Życiorys
Członek Konfederacji Polskiej Młodzieży Akademickiej „Prometania”, od 1937 szef organizacji bojowej i wywiadu wewnętrznego Ruchu Narodowo-Radykalnego „Falanga”, działającej pod nazwą Narodowa Organizacja Bojowa „Życie i Śmierć dla Narodu”. 
W czasie II wojny światowej, na przełomie grudnia 1939 i stycznia 1940 przez Węgry przedostał się do Francji. Po jej kapitulacji (zob. kampania francuska 1940) przebywał w Wielkiej Brytanii, gdzie związał się z wydawanym i redagowanym przez Adama Doboszyńskiego pismami „Jestem Polakiem” i „Walka”, której był wydawcą. W 1943 został skazany na karę 7 miesięcy pozbawienia wolności za udział w akcji wzywającej do dymisji gen. Władysława Sikorskiego. Następnie został żołnierzem dywizji gen. Stanisława Maczka. 
Po wojnie członek redakcji tygodnika „Dziś i jutro”, redaktor naczelny „Słowa Powszechnego” (1947–1950 i 1953), członek komisji rewizyjnej (od 1952), prezydium (od 1956) i wiceprzewodniczący (od 1976) stowarzyszenia PAX. Autor wspomnień pt. Od ONR-u do PAX-u (Warszawa 1994). W 1952 roku był jednym z bohaterów broszury Wróg pozostał ten sam (Warszawa: Pax 1952). Zawierała ona zbiór wypowiedzi księży i działaczy katolickich przeciwnych remilitaryzacji Niemiec Zachodnich oraz opowiadających się za pokojem wewnętrznym w Polsce Ludowej.
Jego synem jest Zygmunt Maria Przetakiewicz jr, autor książki, „Spowiedź grzesznika. Z PAX-u, Solidarności i Andersena”.

## Ordery i odznaczenia
- Krzyż Komandorski Orderu Odrodzenia Polski (1969)[2]
- Krzyż Kawalerski Orderu Odrodzenia Polski (1954, za zasługi w pracy społecznej)[3]

## Wybrane publikacje
- Od ONR-u do PAX-u (wspomnienia), Warszawa: "Książka Polska" 1994 (wyd. 2  popr. i zm. Warszawa: Wydawnictwo Prasy Lokalnej 2010). Książka jest cytowana w haśle Julia Brystiger dostęp 25.11.2016.